# كيني فرنسيس
كيني فرنسيس (بالإنجليزية: Kenny Francis)‏ هو مهندس أمريكي، ولد في 1 ديسمبر 1969 في جاكسونفيل في الولايات المتحدة.